# (31999) 2000 HF47
2000 HF47 (asteroide 31999) é um asteroide da cintura principal. Possui uma excentricidade de 0.16326140 e uma inclinação de 13.79771º.
Este asteroide foi descoberto no dia 29 de abril de 2000 por LINEAR em Socorro.